# فراینورلا
فراینورلا (به آلمانی: Freienorla) یک شهر در آلمان است که در زاله‌هلتسلاند واقع شده‌است. فراینورلا ۳۳۳ نفر جمعیت دارد.